# Oscar Friede
Oscar Charles Friede (14 luglio 1881 – St. Louis, 14 febbraio 1943) è stato un tiratore di fune statunitense.

## Biografia
Ha partecipato ai giochi olimpici di St. Louis del 1904, dove ha vinto, con la squadra del St. Louis Southwest Turnverein No. 2, la medaglia di bronzo nel tiro alla fune, perdendo la semifinale contro la squadra statunitense del St. Louis Southwest Turnverein No. 1 (la finale per il secondo/terzo posto non fu disputata per il ritiro della squadra del New York Athletic Club).

## Palmarès
In carriera ha conseguito i seguenti risultati:
- Giochi olimpici

St. Louis 1904: bronzo nel tiro alla fune.